# Hübitz
Hübitz is een plaats en voormalige gemeente in de Duitse deelstaat Saksen-Anhalt, en maakt deel uit van de Landkreis Mansfeld-Südharz.
Hübitz telt 376 inwoners.

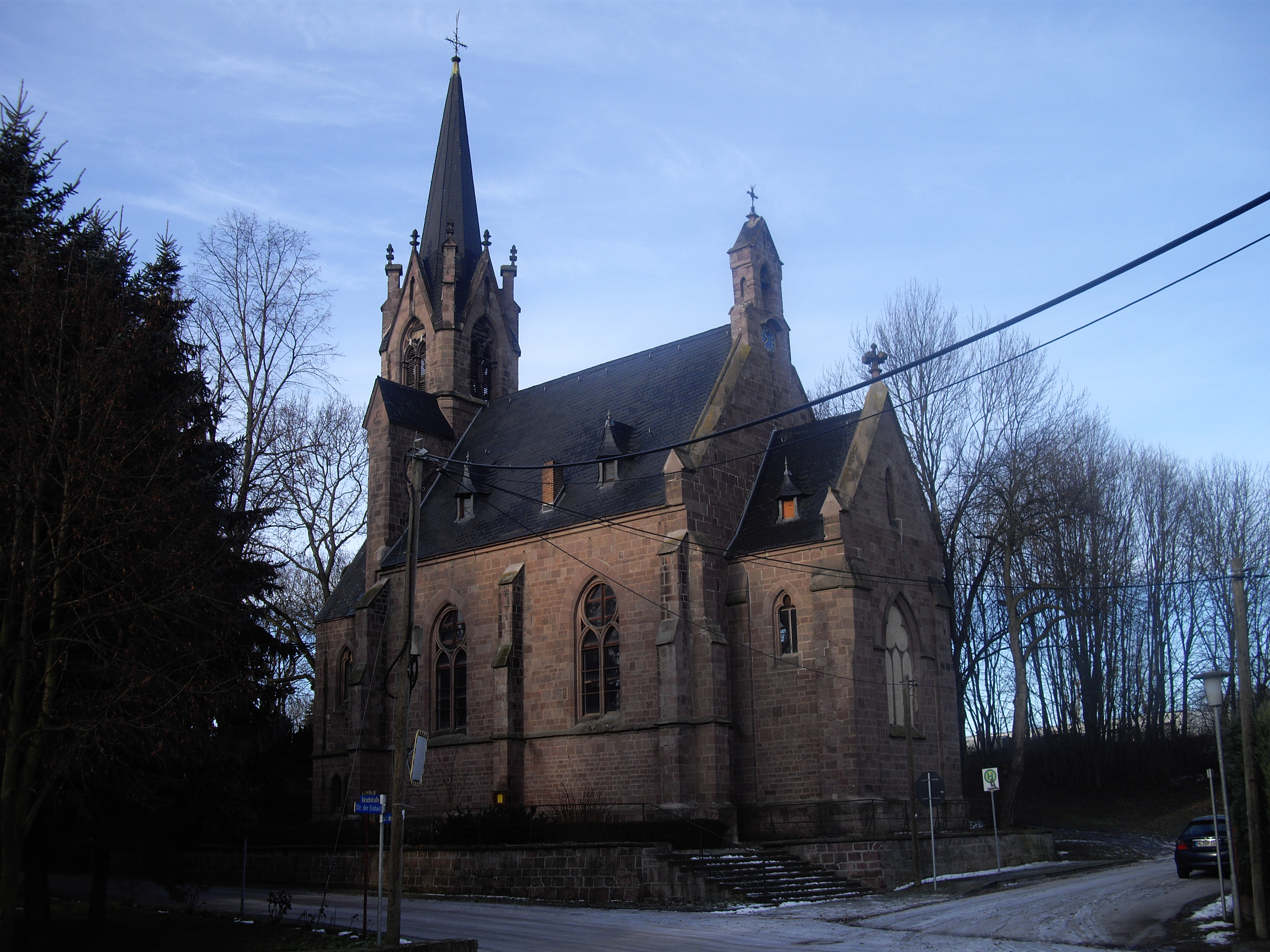
Kerk van Hübitz
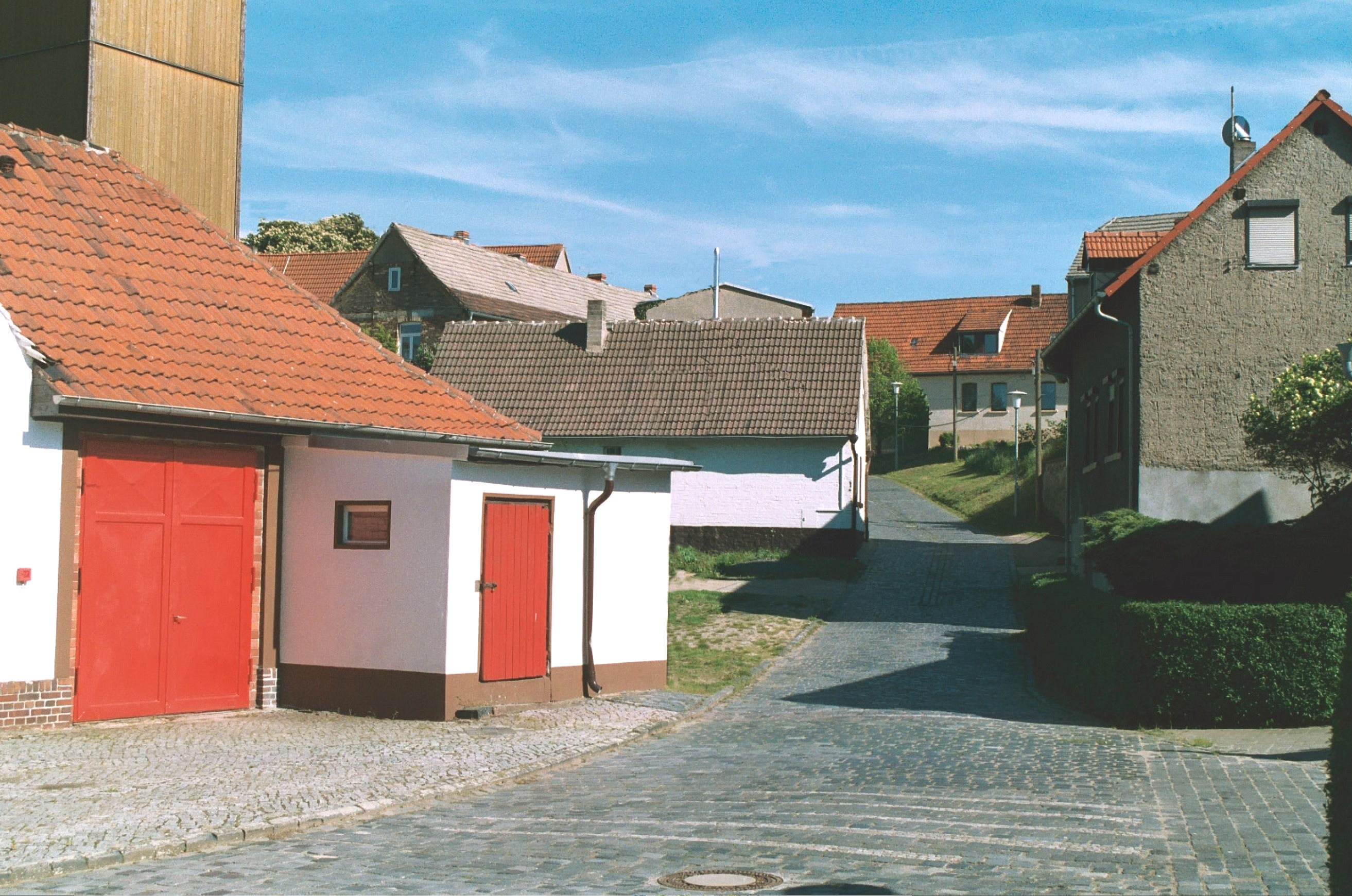
Schulstraße